# Божко Людмила Федорівна
Божко Людмила Федорівна (*21 серпня 1941, Полтава, Українська РСР, СРСР) — українська співачка (колоратурне сопрано). Заслужена артистка УРСР (1968). Народна артистка України (1981). Професор Львівської національної музичної академії імені Миколи Лисенка.

## Біографія
Народилася у Полтаві. Середню школу закінчила в м. Гребінка, де у той час проживала сім'я.
По закінченні школи вступила до Київської консерваторії, де навчалась у класі видатної української співачки, народної артистки УРСР, професора Зої Гайдай. Закінчила консерваторію з відзнакою за спеціальністю «Сольний спів». Рішенням Державної екзаменаційної комісії їй присвоєна кваліфікація «Оперна і концертна співачка».
По закінченні консерваторії була запрошена на роботу до Львівської опери. Успішно дебютувала в партії Джільди («Ріголетто» Верді). Швидко ввійшла в творчий колектив театру, де проспівала провідні ролі всього діючого лірико-колоратурного репертуару.
Виконувала не лише оперні арії, але й естрадні пісні, зокрема твори Мирослава Скорика.
Успіхи Людмили Божко привернули увагу до її творчості. Її почали запрошувати до участі у виставах провідних театрів Росії, Чехословаччини, Куби, Польщі.
У 1964 завоювала звання лауреата Республіканського конкурсу вокалістів, у 1967 стала переможцем змагання співаків на фестивалі молоді України.
У 1968 Указом Президії Верховної Ради УРСР Л. Божко було присвоєне звання Заслуженої артистки УРСР.
Творчу роботу співачка поєднувала з громадською діяльністю: була делегатом ХІІІ з'їзду комсомолу України й була обрана кандидатом у члени Центрального Комітету ЛКСМУ.
У 1968 запрошена до Москви, у трупу Великого театру Союзу РСР рос. Большой театр. Сім років виступала Людмила Божко на його сцені. Вона успішно виконувала провідні лірико-колоратурні парії діючого репертуару. Її партнерами були всесвітньовідомі співаки Ірина Архипова, Олена Образцова, Тамара Синявська, Євген Нестеренко, Володимир Атлантов, з нею працювали диригенти і режисери: Б. Покровський, Б. Хайкін, М. Ермлер, Г. Рождественський. Джільду і Розіну, глінківську Людмилу і Марфу з «Царевої нареченої» М. Римського-Корсакова, Герду з «Снігової королеви», Риту Осяніну з опери «А зорі тут тихі» співала Л. Божко у парі з славетними митцями оперної сцени Великого театру та Кремлівського Палацу з'їздів.
Ставши дружиною головного диригента львівської опери Ігоря Лацанича, у 1975 повертається до Львівської опери, Гастролювала в оперних театрах Санкт-Петербурга, Києва, Одеси, Кишинева, Челябінська, Красноярська, Казані, Харкова, Воронежа та ін.
Брала участь у концертах з симфонічним оркестром України (диригент С. Турчак), оркестром народних інструментів ім. Осипова (Москва), ансамблем скрипалів Великого театру під керівництвом Ю. Реєнтовича, симфонічним оркестром Великого театру. Оперні гастролі Л. Божко відбувались у країнах далекого і близького зарубіжжя: у Канаді, США, Італії, Німеччині, Угорщині, Румунії, Польщі. На Українському радіо було створено чимало фондових записів солоспівів та оперних вистав у виконанні Л. Божко.
У 1975 починає педагогічну роботу спочатку у Львівському педагогічному училищі ім. Ф. Колесси, пізніше (з 1985) у Львівській музичній академії ім. М.Лисенка.
З 1992 стає доцентом, а потім професором кафедри академічного співу.
Творчий стаж народної артистки України Л. Божко — 32 роки, репертуар становить понад 40 оперних партій.

## Творчість
Ще навчаючись в консерваторії виконувала чотири оперні партії: Розіну («Севільський цирульник» Россіні), Мавку («Лісова пісня» Кирейка), Марфу («Царева наречена» Римського-Корсакова), Таню («Таня» Крейтнера). Брала участь у чотирьох спектаклях, поставлених оперною студією Київської консерваторії, підготувала кілька концертних програм, з якими виступала перед столичними слухачами.
Дебютувала на львівській сцені в партії Джільди («Ріголетто» Верді). У Львівській опері вона співає багато оперних партій. Серед найбільш відомих партія Джильди в «Ріголетто», Настка в «У неділю рано…» Кирейка, Ліза в «Дуеньї» Прокофєва, Мюзетта — в «Богемії» Пучіні, Олімпія в «Казках Гофмана», Зося в «Заграві» Кос-Анатольського, Лейла в «Шукачах перлин», Розіна у «Севільському цирульнику», Люба Шевцова у «Молодій гвардії», Гафійка у «Багряних зірницях». Етапною для молодої актриси стала робота над партією Іоланти в однойменній опері П. Чайковського.
У Великому театрі Л. Божко співала сім років. Успішно дебютувала в ролі Розіни («Севільський цирульник» Россіні). Виконала провідні ролі російського та західного репертуару: Людмила («Руслан та Людмила» М. Глінки), Марфа («Царева наречена» Римського-Корсакова), Розіна («Севільський цирульник» Россіні), Сюзанна («Весілля Фігаро» Моцарта), Віолетта («Травіата» Дж. Верді), Джільда («Ріголетто» Дж. Верді) та ін.
Після повернення до Львівської опери успішно виконувала провідні лірико-драматичні ролі, серед яких Дездемона («Отелло» Дж. Верді), Леонора («Трубадур» Дж. Верді), Анна («Украдене щастя» Ю. Мейтуса). Високою професійністю і натхненністю відзначалось виконання нею ролей сучасного та класичного українського репертуару: Мавка («Лісова пісня» Кирейка), Оксана, Одарка («Запорожець за Дунаєм» Гулака-Артемовського), Анна («Украдене щастя» Мейтуса), Орися («Олеська балада» Б. ЯнівськогоЇ, Ханако («Ріхард Зорге» Мейтуса), Софійка («Багряні зірниці» ЖдановаЇ. Деякі з тих ролей були виконані на оперній сцені вперше.
У репертуарі Л. Божко понад чотири десятки оперних партій.

| «Вона має прекрасний голос і вправно володіє ним – буквально кожна фраза є напрочуд музикальною і пластичною. Актриса логічно вибудовує вокально-сценічну драматургію ролі: кожна мізансцена є змістовною, сповненою живого подиху» [1]. |

## Викладацька діяльність
Людмила Федорівна Божко з 1992 року доцент, нині професор Львівської Національної музичної академії ім. М. В. Лисенка. Викладач кафедри академічного співу.

## Про неї
- Горенко І. Успішний дебют.—Львівська правда. 1965. 4 грудня.
- Орфенов А. Биография складывается интересно.— ТЖ. 1969. № 8. С. 17.
- Ревич Л., Рибакова Л. Солістка Большого театру.—Львівска правда. 1969. 26 січня.
- Успенская С. Как в сказке.— Советская женщина. 1971. № 1. С. 40.
- Меняйло З. Познакомьтесь с Людмилой Божко.— Комсомолец Донбасса. Донецк. 1976. 3 декабря.
- «Культура і життя», 1980, 7 серпня